# Hans Steiner (photographe)
Pour les articles homonymes, voir Hans Steiner et Steiner.
 (mai 2024).
Si vous disposez d'ouvrages ou d'articles de référence ou si vous connaissez des sites web de qualité traitant du thème abordé ici, merci de compléter l'article en donnant les références utiles à sa vérifiabilité et en les liant à la section « Notes et références ».
Hans Steiner, né le 15 mai 1907 à Berne et mort le 3 mai 1962 dans la même ville, est un photographe et reporter suisse.

## Biographie

### Jeunesse et formation
Hans Steiner est né le 15 mai 1907 à Berne et a grandi auprès de deux sœurs. À la fin de sa scolarité, il suit un apprentissage d'employé de commerce dans une étude de notaire de sa ville natale. En 1926, il entre dans le scoutisme et passe en 1927 son examen de chef d'équipe. Hans Steiner commence à pratiquer la photographie pendant son apprentissage, passion qu'il met également en pratique lors de ses loisirs, scoutisme compris.
En novembre 1927, il quitte Berne pour Davos où il entre comme comptable dans un commerce de meubles, qui est rapidement mis en faillite. Hans Steiner fait alors la connaissance d'Emil Meerkämper (1877-1948), photographe pour touristes et curistes, mais avant tout portraitiste et paysagiste de talent, qui l'engage comme directeur de sa filiale de Sils-Baselgia (commune de Sils), au vu de ses compétences commerciales. Après trois ans en Engadine, pendant lesquels Hans Steiner sera formé à la science photographique de son employeur, il rentre dans sa ville natale, mais il n'est plus question d'y reprendre sa profession initiale.

### Le reporter
En avril 1932, Hans Steiner s'associe au photographe bernois Carl Jost (1899-1967) qui lui confie le soin de réaliser des reportages (Paul Senn avait auparavant été engagé de la même façon, pour une courte période). La collaboration ne durera pas, Hans Steiner quitte précipitamment son collaborateur après une année de travail commun. Les années qui suivent le voient travailler pour la Schweizer Radiozeitung et la Berner Woche puis auprès de la Schweizer Illustrierte Zeitung et Sie + Er. Il publie quatorze reportages en 1933 avec Carl Jost, quarante-quatre en 1934, puis cent dix-neuf en 1937 ; ces travaux sont réalisés tant en Europe qu'en Asie, en Afrique ou au Moyen-Orient.

### La Deuxième Guerre mondiale
Hans Steiner, dont la réputation n'est dès lors plus contestable, obtient une nouvelle reconnaissance nationale lorsqu'on le mandate pour la réalisation du portrait officiel d'Henri Guisan, juste après sa nomination en tant que général de l'armée suisse. La mobilisation du photographe comme lieutenant dans la protection aérienne entraîne une diminution de son activité photographique.

### Les années 1950
La période d'après-guerre voit Hans Steiner opérer une réorientation. Il cesse sa collaboration avec la Schweizer Illustrierte Zeitung en 1947 et publie jusqu'en 1950 encore dans Sie + Er, principalement des carnets de voyages en Afrique et en Asie (voyages réalisés en 1947). Durant les années 1950, il reçoit des commandes de reportages de la part de la très récente Die Woche.
Lorsqu'en 1956, le gouvernement bernois décide d'autoriser la construction d'un barrage dans le Geltental, Hans Steiner, très attaché à cette vallée sauvage, publie une série de clichés du lieu, créant un élan de solidarité qui pousse les promoteurs à renoncer à l'ouvrage prévu.
Dernier projet d'Hans Steiner, les fouilles du village de Plurs, ville frontalière ensevelie en 1618, entreprises sur son initiative, va retenir toute son attention dès 1957. Toutefois, en avril 1962, pendant une conférence à Chiavenna, le photographe s'effondre. La Garde aérienne suisse de sauvetage le transfère immédiatement à Berne, où il meurt le 3 mai, laissant inachevé le projet en cours,.

## Thématiques
Hans Steiner est un photographe qui vise la complétude des sujets, dans le but de fonctionner comme une agence de presse indépendante. Il axe toutefois ses reportages en fonction de ses intérêts personnels et de ses commandes professionnelles.
Description des thématiques principales :

### La vie quotidienne
Afin de répondre à la demande de journaux locaux, Steiner réalise de très nombreux clichés illustrant tous les aspects de la vie quotidienne : travail, ménage, enfants, loisirs.

### La politique suisse
Domicilié à Berne, Steiner est souvent engagé pour couvrir des manifestations officielles et des visites diplomatiques. On lui doit, entre autres, une série de photographies de Winston Churchill.

### La montagne
Féru d'alpinisme, Steiner est le seul photographe à avoir assisté aux quatre tentatives d'ascension de la paroi nord de l'Eiger, domptée en 1937.

### L'Armée suisse et la guerre
Outre le portrait officiel du général Henri Guisan, réalisé lors de sa désignation comme chef de l'armée suisse, Hans Steiner photographie un nombre important de manœuvres militaires et de pièces d'équipement.

### L'industrie et la modernité
La fascination du photographe pour la modernité est perceptible dans ses innombrables séries de clichés de bâtiments novateurs, de meubles aux courbes avant-gardistes et de machines industrielles nouvelles.

## Collections et fonds d'archives
La collection de ses négatifs, comprenant plus de 100 000 pièces, est conservée au musée de l'Élysée de Lausanne. Elle représente une source historique d'importance nationale, tant par la qualité des images que par l'importance et le nombre des sujets photographiés, couvrant une période de trois décennies (1932 à 1962). Steiner répertorie tous ses clichés sous la forme de planches-contact, ce qui facilite leur classement et permettait au photographe de soumettre à ses clients un vaste choix d'images. La collection fait l'objet d'une recherche menée conjointement par l'Université de Lausanne et le musée de l'Élysée et d'une exposition en 2011-2012.

## Expositions
- 10 février - 15 mai 2011 : Hans Steiner. Chronique de la vie moderne, musée de l'Élysée[11].

puis 28 mai - 9 octobre 2011 : Fondation suisse pour la photographie, Winterthur ; 29 octobre 2011 - 29 janvier 2012 : Médiathèque Valais, Martigny ; 10 mars - 3 juin 2012 : Museo Villa dei Cedri, Bellinzone.